# CRESST

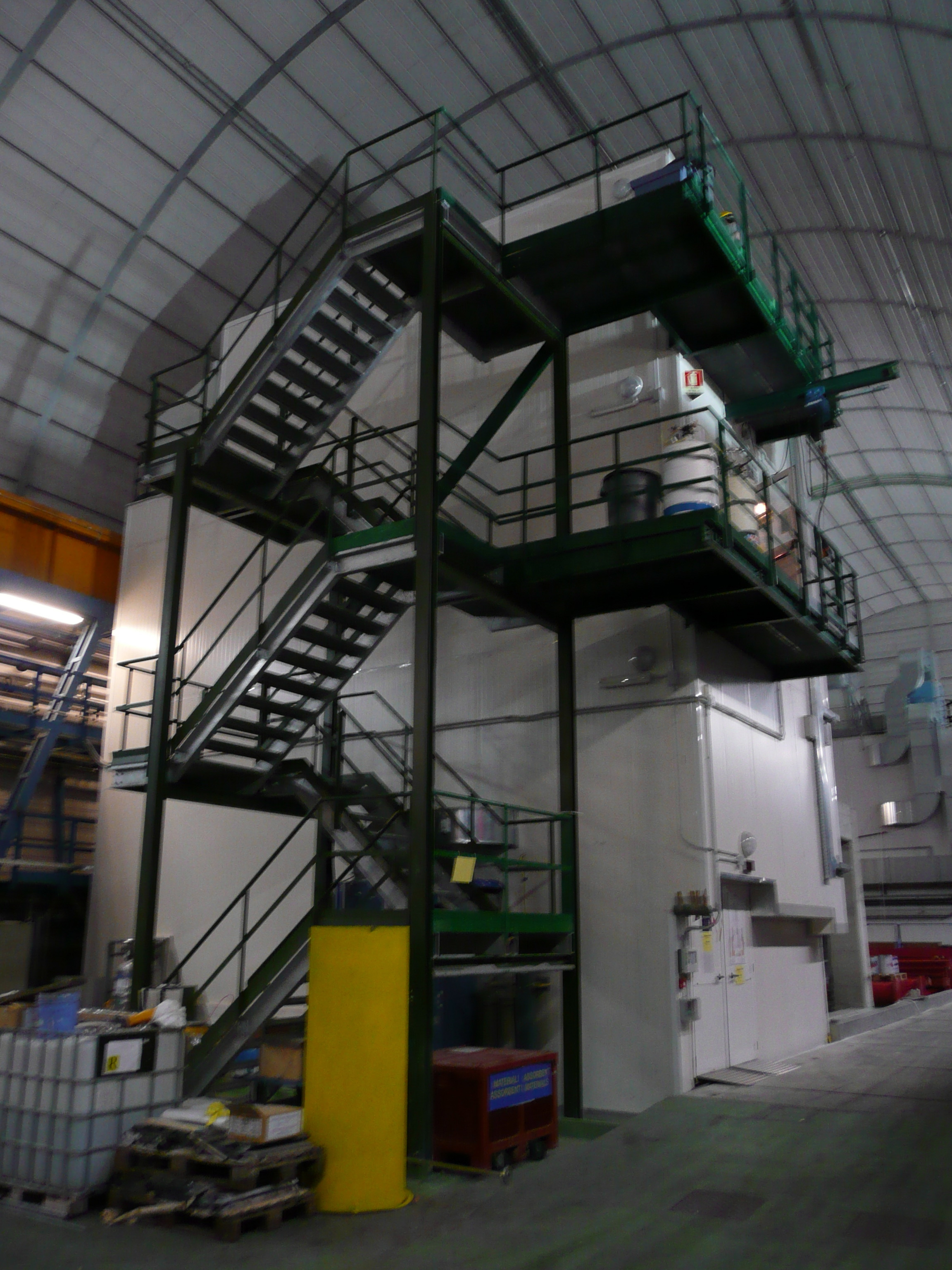
Здание, в котором размещается криостат CRESST, в зале А подземной Национальной лаборатории Гран-Сассо.

Криогенный поиск редких событий с помощью сверхпроводящих термометров, CRESST (аббр. от англ. The Cryogenic Rare Event Search with Superconducting Thermometers) — коллаборация европейских групп экспериментальных исследований физики элементарных частиц, которые занимаются построением криогенных детекторов, направленных на поиск тёмной материи. Туда входят: немецкие Институт физики Общества Макса Планка (Мюнхен), Мюнхенский технический университет, Тюбингенский университет, а также Оксфордский университет (Великобритания) и Национальный институт ядерной физики (Италия).
Коллаборация CRESST в настоящее время работает с массивом криогенных детекторов в подземной Национальной лаборатории Гран-Сассо. Модульные детекторы, используемые CRESST, облегчают выделение фонового излучения, одновременным измерением фононных и фотонных сигналов от сцинтилляционных кристаллов вольфрамата кальция. При охлаждении детекторов до температуры в несколько милликельвинов происходит лучшее выделения фона, что способствует идентификации редких событий на уровне элементарных частиц.
CRESST-I получил данные в 2000 году, используя сапфировые детекторы и вольфрамовые термометры. CRESST-II использовал в качестве сцинтилляционного калориметра кристалл CaWO. Он был разработан в 2004 году, весил 47,9 кг и использовался до 2011 года. Во второй фазе были улучшены детекторы и использовался новый кристалл CaWO4, который имел лучшую "прозрачность" в радио-диапазоне и давал меньший фон. В 2013 году коллаборация сосредоточила новые мощности на обработке избыточных данных, полученных за предыдущий период.
CRESST-I первой зафиксировала альфа-распад вольфрама. Результаты первой фазы CRESST-II были опубликованы в 2012 году, а результаты второй фазы в июле 2014 года, с ограничением на спин-независимое рассеяние Вимп-нуклонов для Вимп масс ниже 3 ГэВ/с2.
В 2015 году детекторы были модернизированы — увеличен коэффициент чувствительности, что позволило выявлять 100 частиц тёмной материи с массой, близкой к массе протона.
Эксперимент ЭВРИКА, который является преемником CRESST, имеет цель запустить массив детекторов общей массой около 1 тонны.